# François de Ravignan
Pour les articles homonymes, voir Ravignan.
François de Ravignan, né le 22 octobre 1935 à Besançon et décédé le 10 juin 2011 à Carcassonne dans l'Aude, est un ingénieur agronome français, qui fut chercheur à l’Institut national de la recherche agronomique (INRA). Il a longtemps travaillé dans les pays du Sud et a publié de nombreux ouvrages, notamment sur la faim dans le monde.

## Parcours
Après des études d'agronomie notamment sous la direction de René Dumont, (avec lequel il coécrit un livre en 1977), François de Ravignan a exercé des activités de recherche et de formation en Afrique Noire et au Maghreb dans les années 1960 et 1970. Puis, comme chercheur à l’INRA, il a travaillé en Europe (France, Italie, Espagne, Allemagne).
À la suite de ces expériences de développement, il devient un spécialiste de la faim dans le monde. Après deux ouvrages sur la question en collaboration, avec Albert Provent puis Jacques Berthelot, il revient sur le sujet en 1983 avec un livre édité et préfacé par Denis Clerc La faim pourquoi ?, qui au fil des rééditions (la sixième, remise à jour et augmentée d'une postface, date de 2009), est devenu un classique sur la question.
Dans les années 1980, il publie deux manuels « de terrain » avec Bernadette Lizet : Comprendre une économie rurale et Comprendre un paysage. À la demande de L’INRA, il réalisera également l’Atlas de la France verte.
En parallèle, les activités d'agronome de François de Ravignan l'amènent à s'intéresser à la critique du développement. En 1979, il fonde l'association Champs du monde qu'il animera jusqu'en 1987, notamment avec François Partant. Il participe ensuite aux activités de l'association La ligne d'horizon dont il a été président durant plusieurs années. Il a publié de nombreux articles sur l'après-développement, notamment sous forme de chroniques sur le Web.
François de Ravignan a également publié plusieurs ouvrages plus spécialement destinés aux milieux chrétiens, le plus récent étant L'économie à l'épreuve de l’Évangile.
Depuis son décès, les Amis de François de Ravignan organisent tous les ans des Rencontres de réflexion sur des sujets de société liés à ses travaux.

## Œuvres
- Nouveaux voyages dans les campagnes françaises, (avec René Dumont), Le Seuil, 1977
- Le nouvel ordre de la faim, (avec Albert Provent), Le Seuil, 1977
- Découvrir une agriculture vivrière, (avec Loïc Barbedette), Maisonneuve & Larose, 1977
- Les sillons de la faim,  (avec Jacques Berthelot), L’Harmattan, 1980
- Comprendre une économie rurale, (avec Bernadette Lizet), L’Harmattan, 1981
- Naître à la solidarité, (avec Albert Provent), Desclée de Brouwer, 1981
- La faim pourquoi ?, La Découverte, 1983, réédition 2009
- Comprendre un paysage, (avec Bernadette Lizet), INRA, 1987
- L’intendance ne suivra pas, La Découverte, 1988
- L’atlas de la France verte, (avec Pierre Roux), J.-P. de Monza, 1988
- L'économie à l'épreuve de l’Évangile, Cerf, 1992. Réédition revue, A plus d'un titre éditions, 2009
- "La sensibilité au bout du crayon", in Pierre Brunet (dir.), L'atlas des paysages ruraux de France, édition J.-P. de Monza, 1992
- L'Avenir d'un désert, au pays sud-audois, Atelier du Gué, 1996, réédition 2003
- Carnets de voyage en Inde, 2003-2005, La ligne d'horizon, 2006
- Carnet de voyage en Pologne, À Plus d'un titre éditions, 2007
- "carnet de voyage en Turquie",(avec Pascal Pavie et Moutsie ) Le Pédalo Ivre (2013)